# ドロシー・ギブソン
ドロシー・ギブソン（Dorothy Gibson、1889年3月17日 - 1946年2月17日）は、アメリカ合衆国ニュージャージー州出身の女優である。サイレント映画時代に女優として活躍した彼女は、芸術家のモデルや歌手、舞台女優などとしても20世紀の初期に活動した。
現在では、タイタニック号事故の生存者の一人としてよく知られている。

## 前半生

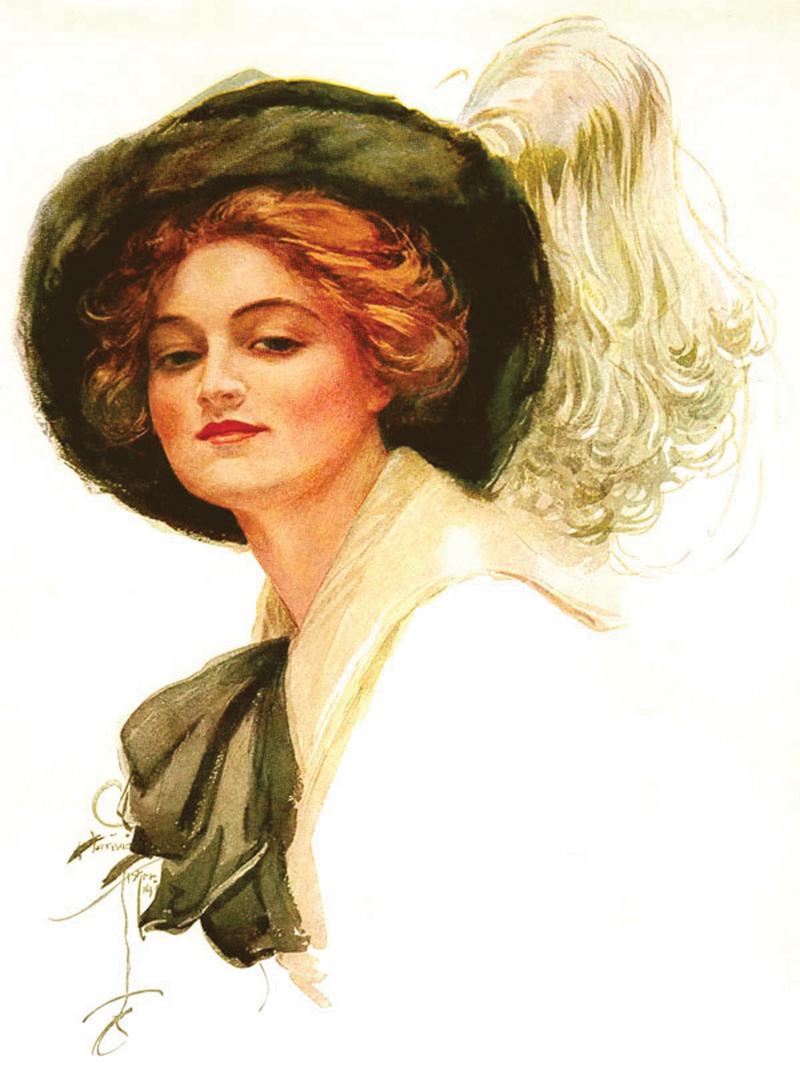
ドロシー・ギブソン（ハリソン・フィッシャー画、1911年）

ドロシー・ギブソンは本名をDorothy Winifred Brownといい、1889年に父ジョン・A・ブラウン（John A・Brown）と母ポーリン（Pauline Boesen Brown）の間に生まれた。父ジョンは、彼女が3歳のときに死亡し、残された母はジョン・レオナード・ギブソン（John Leonard Gibson）と再婚した。
1906年から1911年にかけて、ドロシーは歌手やダンサーとしてさまざまな劇場やボードヴィルの舞台に立った。1909年頃に、ドロシーは商業芸術家のハリソン・フィッシャーのモデルの仕事を始め、フィッシャーのお気に入りのモデルのひとりとなっていた。
その年ドロシーは、メンフィス生まれの薬剤師、ジョージ・バティエJr.（George Battier, Jr）と結婚した。ドロシーはモデルなどの仕事を続け、彼女の姿を描いたイラストは、さまざまなポスターや絵葉書、本の挿絵や「コスモポリタン」「レディース・ホーム・ジャーナル」（en:Ladies' Home Journal）などの著名な雑誌や新聞のカバーイラストなどに採用された。この時期のドロシーは、「The Original Harrison Fisher Girl」と呼ばれて広く知られていた。
その間に、ドロシーと夫のバティエの仲は冷え切って別居に至ったが、1916年まで2人は離婚しなかった。

## 映画界へ
代理人のパット・ケーシー（Pat Casey）の周旋によって、ドロシーは1911年早々に映画界入りし、インディペンデント・ムーヴィング・ピクチャー・カンパニー（en:Independent Moving Pictures、IMP）に加入した。最初はエキストラとして、後には端役として働いた。1911年7月にはパリを拠点とするエクレール・スタジオのアメリカ営業部の主役級女優として雇用された。間もなく彼女の自然で繊細な演技が賞賛を受け、とりわけ短編映画ではコメディエンヌとしての魅力を発揮して、映画スターの一人と認められるようになった。
同じく1911年に、ドロシーはイーストマン・コダック社の大株主でユニバーサル・ピクチャーズの共同創立者でもある、映画界の大立者ジュール・ブリュラトゥール（en:Jules Brulatour）との不倫関係に陥った。ブリュラトゥールは、エクレール・スタジオの顧問及びプロデューサーでもあり、「Saved from the Titanic」（1912年）を含むドロシーの出演作の幾つかを援助している。

## タイタニック号
1912年、当時22歳のドロシーは母ポーリン（当時45歳）とともに、6週間の休暇をイタリアで過ごした。休暇の終わった後、ニューヨークで新たな映画シリーズの撮影に入るために、2人はシェルブール港からタイタニック号に1等船客として乗船した。
4月14日の深夜、タイタニック号は氷山に接触して沈没した。そのときドロシーと母は、同じく1等船客のフレデリック・キンバー・スワードとウィリアム・T・スローパー と一緒にラウンジでトランプ遊びを楽しんでいた。4人は最初に発進した7番救命ボートに乗り込んで、生還を果たした。
この事故の後、ドロシーは自ら脚本を執筆して、事故発生から1ヵ月後に公開された映画『Saved from the Titanic』に主演した。この映画はアメリカのみならずイギリスやフランスなどでも大成功を収めた。
この映画は、タイタニック号事故を映像化した最初の作品となったが、フィルムは現存していない。『Saved from the Titanic』の成功によって、ドロシーは同年輩のメアリー・ピックフォードと並んでドル箱スターの座に着いた。しかし、1912年5月には映画スターとしての一線を早々に退き、声楽家としてのキャリアを模索することになった。彼女が出演した有名な作品には、メトロポリタン・オペラハウスで初演されたオペラ『Madame Sans-Gêne』（1915年）がある。

## その後
女優を引退した後、彼女はジュール・ブリュラトゥールの愛人となった。このスキャンダラスな関係は、1915年に2人が同乗する自動車が通行人を轢き殺す事故を起こしてしまったことにより露顕した。
ブリュラトゥールの離婚が正式に成立した後、2人は1917年に結婚したが、2年後には別居に至り、1923年に離婚することになった。その後ドロシーは再婚しなかった。
ドロシーは1927年にパリに定住し、第2次世界大戦中にはナチスのパリ占領にもかかわらず残留した。彼女は2度にわたって敵性外国人として逮捕され、一度は収容所から脱走を果たしている。
2度の逮捕や脱走などは、ドロシーの健康を大きく損なった。戦争終了後もドロシーはフランスに留まり、1946年にパリのホテル・リッツに滞在していたとき、心臓発作を起こして死去した。彼女の死は、ホテルの従業員によって発見されたという。遺体はパリ郊外のサン＝ジェルマン＝アン＝レーにある墓地に埋葬された。

## 主な出演作品
| 年   | 題名                        | 役名                                                                    | 注記                                         |
| ---- | --------------------------- | ----------------------------------------------------------------------- | -------------------------------------------- |
| 1911 | A Show Girl's Stratagem     |                                                                         |                                              |
| 1911 | The Angel of the Slums      |                                                                         |                                              |
| 1911 | Hands Across the Sea in '76 | モリー・ピッチャー（Molly Pitcher）、フランス宮廷の美女、兵士の寡婦など |                                              |
| 1911 | Miss Masquerader            | 相続人                                                                  |                                              |
| 1911 | The Musician's Daughter     | プリマドンナ                                                            |                                              |
| 1912 | Love Finds a Way            | ヘレン（Helen）                                                         |                                              |
| 1912 | The Awakening               | 恋人（The Sweetheart）                                                  |                                              |
| 1912 | The Kodak Contest           | 妻                                                                      |                                              |
| 1912 | It Pays to Be Kind          | 姉妹                                                                    |                                              |
| 1912 | A Living Memory             | 追憶（Her Memory）                                                      |                                              |
| 1912 | Brooms and Dustpans         | キスする従姉妹                                                          |                                              |
| 1912 | The White Aprons            |                                                                         |                                              |
| 1912 | A Lucky Holdup              | バートン嬢（Miss Barton）                                               |                                              |
| 1912 | The Easter Bonnet           | ドーラ（Dora）                                                          |                                              |
| 1912 | Revenge of the Silk Masks   | 社交界の娘                                                              |                                              |
| 1912 | Saved from the Titanic      | Miss Dorothy（彼女自身）                                                | 別題: A Survivor of the Titanic 脚本も兼任。 |
| 1912 | Roses and Thorns            |                                                                         |                                              |

## その他
- ドロシーは数多くの映画に出演したが、現在はただ1つを除いて全て散逸している[14]。
- オーソン・ウェルズの映画『市民ケーン』（1941年）の登場人物スーザン・アレクサンダーは、部分的にドロシー・ギブソンをモデルにしているといわれる。スーザンのモデルについては、その他に映画女優マリオン・デイヴィス、ホープ・ハンプトン（en:Hope Hampton）や、オペラ歌手で後に園芸家として著名になったガナ・ワルスカが挙げられている。